# Indoribates nudus
Indoribates nudus är en kvalsterart som först beskrevs av Hammer 1958.  Indoribates nudus ingår i släktet Indoribates och familjen Haplozetidae. Inga underarter finns listade i Catalogue of Life.